# Discovery (일렉트릭 라이트 오케스트라의 음반)
| 전문가 평가                       | 전문가 평가 |
| 평가 점수                         | 평가 점수   |
| 출처                              | 점수        |
| --------------------------------- | ----------- |
| AllMusic                          | [ 2 ]       |
| The Encyclopedia of Popular Music | [ 3 ]       |
| MusicHound Rock                   | [ 4 ]       |
| The Rolling Stone Album Guide     | [ 5 ]       |
| Smash Hits                        | 8/10        |

《Discovery》는 영국의 록 밴드 일렉트릭 라이트 오케스트라(ELO)의 여덟 번째 스튜디오 음반이다. 1979년 6월 1일, 영국에서 제트 레코드를 통해 발매되어 음반 차트 1위를 기록하였으며, 같은 해 6월 8일에는 컬럼비아 레코드의 유통을 통해 미국에서도 발매되었다. 음반의 수록곡 전곡을 밴드가 연주하는 뮤직 비디오 음반도 1979년에 VHS로 처음 발매되었고, 이후 1998년에는 《Out of the Blue: Live at Wembley》 DVD 및 VHS에 포함되어 재발매되었다.

## 배경
《Discovery》는 밴드가 영국에서 처음으로 음반 차트 1위를 기록한 작품으로, 발매와 동시에 1위로 진입해 5주 동안 그 자리를 지켰다. 이 음반에는 〈Shine a Little Love〉, 〈Don't Bring Me Down〉, 〈Last Train to London〉, 〈Confusion〉, 〈The Diary of Horace Wimp〉 등 다섯 곡의 히트곡이 수록되어 있으며, 이들 가운데 상당수는 디스코의 영향을 강하게 받았다(실제로 리처드 탠디는 이 음반에 디스코 베리라는 별명을 붙이기도 했다). 이 가운데 〈Don't Bring Me Down〉은 밴드의 경력 전체를 통틀어 영국 차트 3위 안에 든 단 두 곡 중 하나로, 이후 1980년에 〈Xanadu〉가 1위를 기록하게 된다. 이 곡은 또한 미국 차트에서도 최고 순위인 4위를 기록하여, 밴드의 미국 내 최고 성적을 남긴 곡이 되었다. 〈The Diary of Horace Wimp〉 역시 영국에서 히트 싱글이 되었으며, 디스코 사운드를 따르지 않고 밴드의 이전 히트곡인 〈Mr. Blue Sky〉와 유사한 비틀즈풍 스타일을 띠고 있다. 《Discovery》는 영국에서 단일 LP 음반으로 네 곡의 톱 10 싱글(이 중 한 곡은 더블 A-사이드)을 배출한 최초의 음반이 되었으며, 1997년에는 미국 음반 산업 협회로부터 플래티넘 2배 인증을 받았다.
《Discovery》는 ELO의 스튜디오 음반 가운데 처음으로 마이크 카민스키, 휴 맥도웰, 멜빈 게일로 구성된 밴드의 상주 현악 3인조가 참여하지 않은 음반이라는 점에서 주목된다. 다만 이들은 《Discovery》 수록곡들의 뮤직 비디오에는 등장하였다.
코미디언이자 배우인 브래드 개릿은 초창기 경력 중 하나로 《Discovery》의 뒷면 커버에 등장하였다. 그는 중동풍 의상과 터번을 착용한 채, 시미터를 뽑아 들고 있는 위협적인 궁전 경비병 역할로 출연하였다.

## 곡 목록
모든 곡들은 제프 린이 작사/작곡하였다.
| #  | 제목                         | 재생 시간 |
| -- | ---------------------------- | --------- |
| 1. | 〈Shine a Little Love〉      | 4:43      |
| 2. | 〈Confusion〉                | 3:42      |
| 3. | 〈Need Her Love〉            | 5:11      |
| 4. | 〈The Diary of Horace Wimp〉 | 4:17      |

| #  | 제목                     | 재생 시간 |
| -- | ------------------------ | --------- |
| 5. | 〈Last Train to London〉 | 4:32      |
| 6. | 〈Midnight Blue〉        | 4:19      |
| 7. | 〈On the Run〉           | 3:55      |
| 8. | 〈Wishing〉              | 4:19      |
| 9. | 〈Don't Bring Me Down〉  | 4:02      |

## 인증
| 국가                                                  | 인증        | 판매량/출하량 |
| ----------------------------------------------------- | ----------- | ------------- |
| 아르헨티나 (CAPIF)                                    | 2× 플래티넘 | 120,000^      |
| 오스트레일리아 (ARIA)                                 | 4× 플래티넘 | 200,000^      |
| 캐나다 (뮤직 캐나다)                                  | 3× 플래티넘 | 300,000^      |
| 프랑스 (SNEP)                                         | 골드        | 100,000*      |
| 독일 (BVMI)                                           | 골드        | 250,000^      |
| 홍콩 (IFPI 홍콩)                                      | 골드        | 10,000*       |
| 네덜란드 (NVPI)                                       | 골드        | 50,000^       |
| 뉴질랜드 (RMNZ)                                       | 플래티넘    | 15,000^       |
| 스웨덴                                                | —           | 100,000       |
| 영국 (BPI)                                            | 플래티넘    | 300,000^      |
| 미국 (RIAA)                                           | 2× 플래티넘 | 2,000,000^    |
| *판매량을 기반으로 한 인증 ^출하량을 기반으로 한 인증 |             |               |